# 위 공백
위 공백(衛 共伯, ? ~ 기원전 813년, 재위 기원전 813년)은 중국 위나라의 임금으로, 휘는 여(餘)다.

## 사적
《사기》 위강숙세가에 따르면, '희후 42년, 희후가 죽자, 세자 공백 여가 군위에 올랐다. 공백의 동생 화(和)는 희후에게 총애를 받았고, 희후가 화에게 뇌물을 많이 주었는데, 화는 그 뇌물로 무사들을 매수하여, 희후의 묘지에서 공백을 공격하자, 공백은 희후의 묘도로 들어가 자결하였다. 위나라 사람들은 이로 인하여 그를 희후의 무덤 옆에 그를 장사지낸 후, 시호를 공백(共伯)이라 하고, 화를 군위에 세우니, 그가 무공(武公)이다.' 공백은 개원도 못하고 피살되어, 정식 군주로 인정받지 못하였으니, 시호에 후(侯)를 받지 못했다고 한다. 그러나 사마정의 《사기색은》에서는 계찰이 강숙과 무공의 덕을 칭송한 점, 《국어》에서 무공의 치세를 기리고 무공을 '예성'(叡聖)이라고 한 점, 《시경》에서 “위나라 세자 공백이 일찍 죽었다”라고 하고 피살됐다고 하지 않은 점을 들어 사마천이 무공이 공백을 죽이고 임금이 되었다고 쓴 것은 잘못되었다고 주장했다.
| 선대 아버지 위 희후 | 제11대 위나라 임금 기원전 813년 | 후대 아우 위 무공 |